# Aleksej Agarkov
Aleksej Michajlovič Agarkov (in russo Алексей Михайлович Агарков?; Volgograd, 6 aprile 1983) è un pallanuotista russo, vincitore di dieci campionati russi, dieci Coppe di Russia e una LEN Euro Cup con la calottina dello Spartak Volgograd.

## Palmarès
- Campionato russo: 10

Spartak: 2003, 2004, 2010, 2011, 2012, 2013, 2014, 2015, 2016, 2017
- Coppa di Russia maschile: 10

Spartak: 2000, 2001, 2002, 2003, 2004, 2007, 2009, 2012, 2013, 2015
- Coppe LEN: 1

Spartak: 2014